# Semidalis africana
Semidalis africana is een insect uit de familie van de dwerggaasvliegen (Coniopterygidae), die tot de orde netvleugeligen (Neuroptera) behoort. 
De wetenschappelijke naam Semidalis africana is voor het eerst geldig gepubliceerd door Enderlein in 1906.